# Cadáver

Um cadáver jaz sobre a mesa, no famoso quadro de Rembrandt, chamado A Lição de Anatomia do Dr. Tulp.

Em biologia, cadáver ou defunto é o corpo, ou organismo material, após a sua morte enquanto ainda contém a totalidade de seus tecidos, antes da decomposição. Após a decomposição da maior parte de seus órgãos, músculos e tecidos, passa a ser denominado como ossada. O termo carcaça é aplicado para se referir ao corpo de animais vertebrados e insetos mortos.

## Etimologia
A palavra deriva do termo latino cadavere, que deriva da raiz latina cado, que significa "caído".
Existe uma lenda urbana, a chamada etimologia popular, de que a palavra teria origem na inscrição latina Caro Data Vermibus ("carne dada aos vermes"), que supostamente seria inscrita nos túmulos. Na verdade, não se encontrou até hoje nenhuma inscrição romana deste género.